# اچ‌ام‌اس هولاک (اچ۸۸)
اچ‌ام‌اس هولاک (اچ۸۸) (به انگلیسی: HMS Havelock (H88)) یک کشتی بود که طول آن ۳۲۳ فوت (۹۸٫۵ متر) بود. این کشتی در سال ۱۹۳۹ ساخته شد.